# Gubkin (Belgorod)
Gubkin (russisch Губкин) ist eine Kreisstadt mit 88.560 Einwohnern (Stand 14. Oktober 2010) im südwestlichen Russland, in der Oblast Belgorod. Sie liegt etwa 500 km südlich von Moskau, 180 km nördlich der ukrainischen Großstadt Charkow und 100 km nordöstlich der Gebietshauptstadt Belgorod, am Flüsschen Oskolez. Nächstgelegene Stadt ist Stary Oskol, das sich 19 km östlich von Gubkin befindet.

## Geschichte
Die Stadt wurde in den 1930er-Jahren im Bereich der Dörfer Korobkowo und Saltykowo im Zusammenhang mit der beginnenden Erschließung der Kursker Magnetanomalie, eines riesigen Eisenerzvorkommens im südwestlichen Russland, gegründet. Ihren Namen erhielt sie zu Ehren des Geologen Iwan Gubkin (1871–1939) mit der Verleihung des Status einer Siedlung städtischen Typs 1939. 1955 erhielt Gubkin die Stadtrechte.

### Bevölkerungsentwicklung
| Jahr | Einwohner |
| ---- | --------- |
| 1959 | 21.333    |
| 1970 | 54.074    |
| 1979 | 65.140    |
| 1989 | 73.848    |
| 2002 | 86.083    |
| 2010 | 88.560    |

Anmerkung: Volkszählungsdaten

## Wirtschaft

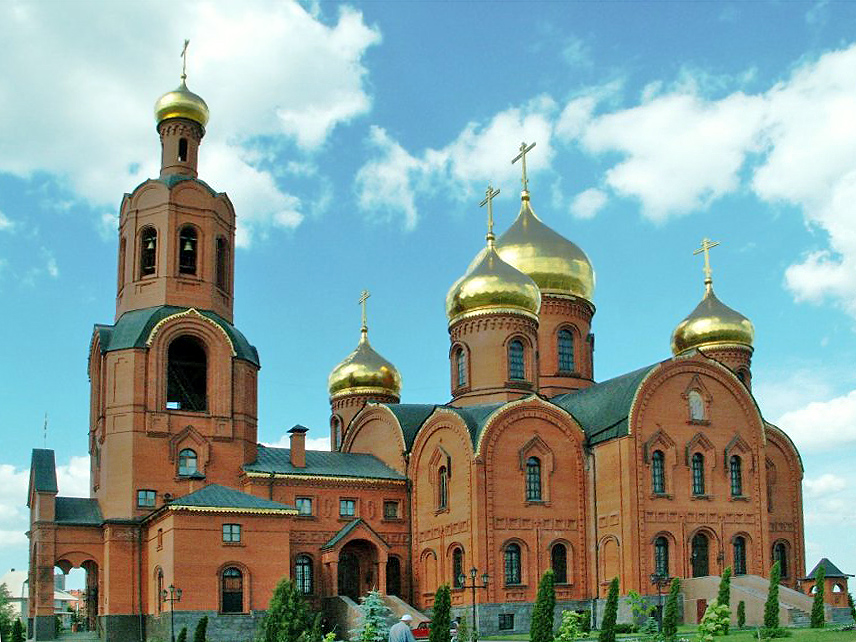
Christi Verklärungskathedrale

Gubkin ist bis heute ein Zentrum des Bergbaus, der meist über Tage betrieben wird. Die Rohstoffverarbeitung, die Baustoff- und Nahrungsmittelindustrie spielen eine wichtige Rolle.

## Bildung und Kultur
Gubkin besitzt eine Filiale der Staatlichen Offenen Universität Moskau sowie eine Polytechnische Hochschule. Es gibt in der Stadt ein Museum zur Geschichte der Kursker Magnetanomalie.